# Georges Conus
Pour les articles homonymes, voir Conus.
Georges (Guéorgui) Edouardovitch Conus (en russe Георгий Эдуардович Конюс), né le 30 septembre 1862 à Moscou mort le 29 août 1933  dans la même ville, est un compositeur, musicologue et violoniste russe de lointaine ascendance lorraine.

## Biographie
Descendant d'une famille de musiciens français émigrés en Russie lors des campagnes napoléoniennes, il est le fils d'Edouard Constantinovitch Conus (1827–1902), professeur de piano et de musique, et l’aîné de deux frères, Léon et Jules Conus, qui seront également musiciens.
Il est élève au conservatoire de Moscou où il a pour professeurs Anton Arensky, Serge Taneïev et Piotr Ilitch Tchaïkovski.
En 1891, il devient professeur du conservatoire de Moscou où ses élèves les plus connus seront Alexandre Scriabine, Alexandre Goedicke, Alexandre Medtner et Reinhold Glière. En 1917-1919, il dirige le conservatoire de Saratov. 
Il composa de nombreuses pièces pour piano, des poèmes symphoniques et pièces orchestrales, un ballet, une cantate, un concerto pour contrebasse et orchestre.